# یولدی‌بایوو
یولدی‌بایوو (انگلیسی: Yuldybayevo) یک شهرک در شهرستان زیانچورینسکی استان باشقیرستان کشور روسیه است.